# Сампсикерамиды
Сампсикерамиды — династия правителей Эмесы и наследственных верховных жрецов храма Элагабала.

## История
Изначально были шейхами арабского племени эмисенов. Предположительно, первое упоминание о них относится к середине II века до н. э., когда Александр Балас отдал своего малолетнего сына под охрану арабского шейха Ямвлиха (Элмалеха, Малха), кочевавшего в районе Апамеи.
В первой половине I века до н. э. племя эмисенов осело на землях северной Сирии, возможно, основав город Эмесу на месте некогда существовавшего древнего поселения. Первый известный правитель Эмесы шейх Сампсикерам I воспользовался, как и другие арабские династы, хаосом, царившим в Сирии после гибели Антиоха XII и оккупации страны набатеями и армянами, для создания автономного владения.

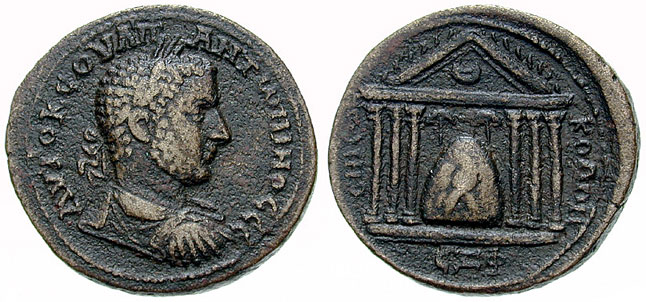
Бронзовая монета Урания Антонина. На реверсе храм Элагабала в Эмесе и Чёрный камень

Значительный авторитет Сампсикерамидам, поэтично названным в одном современном исследовании «Королями Солнца» (the Sun Kings), создавало обладание святилищем Элагабала в Эмесе, одним из крупнейших центров солярного культа, популярного у арабских племен. Большим влиянием цари Эмесы пользовались в соседних Пальмире и Баальбеке, также населенных адептами культа бога Солнца. Для представителей этой династии характерны такие теофорные имена как Ямвлих (Эльмалех), дериват имени Yamlik-El («бог-царь», «бог правит»), и Сампсикерам (šmšgrm — «Солнце решило»).
Сампсикерамиды способствовали падению династии Селевкидов, затем договорились с римлянами, укрепив, таким образом, своё положение в северной Сирии. Став клиентами Рима, эмесские цари активно участвовали в гражданских войнах, борьбе с парфянами и подавлении иудейского восстания. К середине I века были одними из крупнейших восточных династов, зависимых от Рима; в Сирии их владения уступали только землям Иродиадов, с которыми Сампсикерамиды находились в родстве.
Эмесское царство было ликвидировано римлянами в 70-х годах I века, по-видимому, после смерти царя Соэма. Точная дата и обстоятельства этой аннексии неизвестны; конец династии столь же темен, как и её начало. Пальмирская надпись, представляющая собой эпитафию Гаю Юлию Сампсикераму, сыну Гая Юлия Алексиона (78/79 годы) позволяет предполагать, что к этому времени Эмеса вошла в состав империи.

## Религиозно-политическое наследие
Лишившись политической власти, Сампсикерамиды сохранили должность верховных жрецов Элагабала и значительное влияние, причем не только в Сирии, но и в Риме, где во времена Антонинов также начал распространяться культ Непобедимого Солнца, опиравшийся на святилища Гелиополя (Баальбека) и Эмесы, где хранилась святыня солнцепоклонников — знаменитый «Черный камень» — конусообразный кусок метеорита, посланный на землю, как считали арабы, их божеством (разновидность общесемитского фетиша — так называемого «Бетеля» (Дома бога) — другие примеры которого — камень Иакова в Вефиле (Бет-Эль) и более знаменитый Черный камень Каабы). Широкое распространение солярного культа было связано с переселением значительного количества семитов в Италию, испытывавшую недостаток населения.
Из рода эмесских жрецов происходила Юлия Домна, жена императора Септимия Севера. Таким образом, императоры Гета и Каракалла по женской линии восходили к Сампсикерамидам. После убийства Каракаллы сирийские принцессы Юлия Меса и Юлия Соэмия склонили на свою сторону легионы и облекли в императорский пурпур Вария Авита Бассиана, фанатичного верховного жреца Элагабала, который принял имя этого бога как своё официальное и попытался ввести его культ в качестве государственной религии Рима, подчинив ему остальных богов.

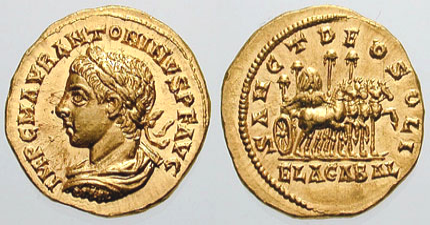
Аурей Гелиогабала. На реверсе колесница с Чёрным камнем Эмесы

Античные авторы, возможно, несколько сгущают краски, представляя императора Элагабала дегенеративной личностью, но восточная религиозность в своих крайних и наиболее разнузданных проявлениях, безусловно, шокировала даже ко многому привычных римлян. Сменивший Элагабала император, носивший одно из родовых имен Сампсикерамидов — Александр, сын Юлии Мамеи, постарался сгладить одиозное впечатление от царствования своего «приемного отца», и вообще заслужил репутацию хорошего правителя.
В дальнейшем один из узурпаторов эпохи солдатских императоров, Ураний Антонин (настоящее имя Сампсикерам), также происходил из династии жрецов эмесского храма, и чеканил изображение этого святилища на своих монетах. На родство с Сампсикерамидами претендовали пальмирские цари Оденат и Зенобия, а также философ-неоплатоник Ямвлих.

## Князья и цари Эмесы
- Сампсикерам I — 80/70-е — до 51 до н. э.
- Ямвлих I — до 51 — 31 до н. э.
- Александр I — 31 — 30 до н. э.
- римская аннексия — 30 — 20 до н. э.
- Ямвлих II — 20 до н. э. — 14 н. э.
- Сампсикерам II — 14? — после 42
- Азиз — после 42 — 54
- Соэм — 54 — после 72

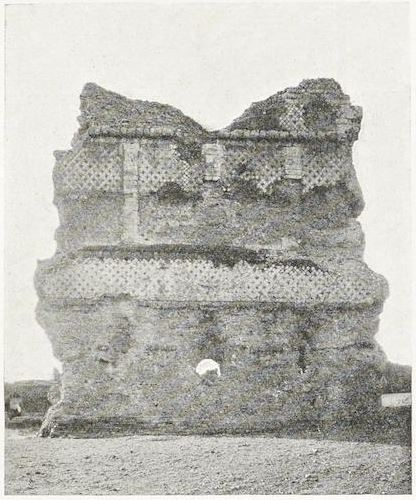

В ряде современных реконструкций предполагается, что Гай Юлий Сампсикерам, чья эпитафия, найденная в Хомсе, датируется 78/79 годами, мог быть последним царем Эмесы Сампсикерамом III